# رابرت مکنزی
رابرت مکنزی (انگلیسی: Robert McKenzie؛ ‏ ۲۲ سپتامبر ۱۸۸۰ – ۸ ژوئیهٔ ۱۹۴۹) مشهور به باب مکنزی بازیگر اهل ایرلند بود. وی بین سال‌های ۱۹۱۵ تا ۱۹۴۹ میلادی فعالیت می‌کرد.
از فیلم‌هایی که وی در آن نقش داشته‌است، می‌توان به راه بازگشت، احیای خود، دوش‌فنگ، به‌طور کامل، سیمارون، برادوی بیل، ماریتای بدجنس، میسیسیپی، دایموند جیم، سان‌فرانسیسکو، ولز فارگو، ماجراهای تام سایر، زنوبیا، دستری دوباره می‌راند، نخاله‌ها در دریا، آنی در ویندی پاپلز، مسیر سانتافه، سنکپ، در کالیفرنیای قدیم، ناوشکن، شب و روز، جدال در آفتاب و مأمور اف‌بی‌آی اشاره کرد.